# 黃基明
黃基明（1935年5月20日—1987年8月28日），又譯作黃機明，是越南共和國軍事將領。
出生於河內，曾經擔任越南共和國海軍軍官，最高軍階為准將，1975年越南共和國淪亡後流亡到美國。1980年4月30日秘密成立越南國家統一解放陣線，並潛回中南半島從事推翻越南社會主義共和國政府以及越南共產黨政權的抵抗運動。1987年8月在寮人民民主共和國南部阿速坡省的某處秘密軍事基地遭到軍事圍剿，最後自殺身亡。
作為1975年後唯一一位在前線陣亡的越南共和國軍事將領，他的英勇、犧牲和軍人品格受到許多海外越南人的稱讚。

## 早年經歷
黃基明1935年5月20日（越南公安部資料上爲1月20日）出生於河東省慈廉縣東鄂社（今河內市北慈廉郡）的一個富裕家庭中。他曾在兩所中學接受法國教育：河內的阮廌中學和朱文安中學。

## 軍事生涯

### 越南國軍
1954年7月中旬，黃基明自願入伍，加入越南國軍，兵籍編號：55/700.015。隨後，他就讀於1954年7月27日開學的芽庄海軍軍官學校第五期課程。1955年5月25日，他以海軍少尉的軍銜畢業。離開學校后，他被調到衝鋒江團（Giang đoàn Xung phong）服役。

### 越南共和國軍
1958年初，在從越南國軍轉入越南共和國軍約兩年後，黃基明晉升海軍中尉。1961年初，晉升海軍上尉。
1965年初，他被派往韓國漢城的越南共和國大使館擔任武官隨員，時任大使吳孫達（Ngô Tôn Đạt）是他妻子的哥哥。
1971年6月19日，他被提升爲海軍上校，並被任命為第211特遣部隊指揮官。1974年4月1日，他晉陞副提督（海軍准將）的職務軍銜。

### 1975年
1975年3月上旬，他被任命爲海軍第2沿海区（第2海區）司令兼位於金蘭特區的第232特遣部隊指揮官。4月2日上午，他兼任歸仁總鎮。

## 家庭
- 黃基明與妻子生有3個兒子。
- 父親：黃勳忠，阮朝舉人，[11]1906年畢業於候補學校，原法國殖民時期越南北部的巡撫、總督和開智進德會會長。
- 姐姐：
- 黃氏娥（同父異母），物理學博士，越南第一位“西學”博士（1935年）[12]，生活在法國。
- 黃氏珠安，杜叔詠的妻子，越南更新革命黨主席杜黃恬的母親，定居美國。
- 哥哥：
- 黃基平（1909年-1988年），牙醫，1967年越南共和國總統選舉候選人（失選）[13][14]，原越南共和國空降師醫生黃基麟上校[15]的父親。
- 黃基瑞（1912年-2004年），律師，《越史考論》作者，原越南共和國駐寮國大使（1969年-1975年）。
- 黃基隆，律師，定居美國。
- 黃基毅，物理學學士，保護中學教授。
- 弟弟：
- 黃基長上尉，原海軍陸戰師醫生。[16]
- 黃基定：畢業於法國的化學博士，原西貢富壽大學化學系主任。[17]

## 外部鏈接
- Terror in Little Saigon （页面存档备份，存于）